# Gabriel Robin (ambassadeur)
 (octobre 2017).
Si vous disposez d'ouvrages ou d'articles de référence ou si vous connaissez des sites web de qualité traitant du thème abordé ici, merci de compléter l'article en donnant les références utiles à sa vérifiabilité et en les liant à la section « Notes et références ».
Pour les articles homonymes, voir Gabriel Robin et Robin.
Gabriel Robin, né le 25 août 1929 à Molières-sur-Cèze et mort le 15 mai 2022 à Burzy,,, est un ambassadeur de France. Historien de formation, il a écrit plusieurs ouvrages historiques.

## Biographie

### Origines familiales
D'une famille bourguignonne, il passe cependant sa jeunesse à Nîmes, Alès et Molières-sur-Cèze où son père, ingénieur des Mines, s'est établi auprès des Houillères de Bessèges (plus tard nationalisées dans les Houillères des Cévennes, filiale des Charbonnages de France le 19 avril 1946).

### Études
En 1949, après une préparation littéraire au lycée de Montpellier, il entre à l'École normale supérieure, d'où il sort agrégé d'histoire en 1953. Après deux ans d'enseignement de l'histoire et de la géographie au lycée d'Avignon (1954-1955), il entre à l'École nationale d'administration (1956-1958) avec l'intention de devenir diplomate.

### Carrière diplomatique
Il commence sa carrière diplomatique, en 1958, à la sous-direction d'Europe occidentale (1958-1961).
En 1961, il fait un premier séjour à Bruxelles à la représentation permanente de la France auprès des Communautés européennes (1961-1969).
Il est de retour, en 1969, à Paris comme conseiller diplomatique du Premier ministre, Maurice Couve de Murville (janvier-avril 1969), puis prend la  sous-direction d'Europe occidentale (1969-1972).
Il rejoint, en août 1972, l'ambassade de France à Londres  comme premier conseiller (1972-1973).
En 1973, il est brièvement conseiller diplomatique du président Georges Pompidou (décembre 1973-avril 1974) et se succède à lui-même jusqu'en 1979 auprès du président Valéry Giscard d'Estaing (mai 1974-septembre 1979).
En 1979, il suit Jean François-Poncet, précédemment secrétaire général de l'Élysée, nommé ministre des Affaires étrangères, en prenant la direction des affaires politiques au ministère des Affaires étrangères (1979-1981).  
À l'arrivée de la gauche, en 1981, il démissionne et choisit de se mettre en congé spécial pour écrire.
Après une année sabbatique au Center for European Studies de l'université d'Harvard (1981-1982), il publie, en 1984, La crise de Cuba, du mythe à l'histoire et remet en cause la thèse d'un succès unilatéral américain en montrant que Khrouchtchev a obtenu le retrait des fusées américaines de Turquie et d'Italie. 
Lors de la première cohabitation, en 1987, il est nommé ambassadeur, représentant permanent de la France au conseil de l'Organisation du traité de l'Atlantique nord (OTAN) à Bruxelles (1987-1993). Il y assiste à la chute du mur de Berlin et à la fin de l'Union soviétique.

## Ouvrages
- La Crise de Cuba, du mythe à l'histoire (octobre 1962), coll. Les enjeux internationaux, Paris, Economica, 1984, 160 p.
- La Diplomatie de Mitterrand ou le triomphe des apparences, Paris, La Bièvre, 1985, 258 p.
- Un Monde sans maître, Ordre ou désordre entre les nations ?, Paris, Odile Jacob, 1995, 288 p.
- Entre Empire et nations, Penser la politique étrangère, coll. Histoire et document, Paris, Odile Jacob, 2004, 334 p.
- Sous Ponce Pilate, Paris, Fallois, 2016, 399 p.

## Distinction
En 1993, il est élevé à la dignité d'ambassadeur de France.

## Décorations
- Commandeur de l'ordre national de la Légion d'Honneur
- Officier de l'ordre national du Mérite
- Médaille de l'Aéronautique